# Katy Perry

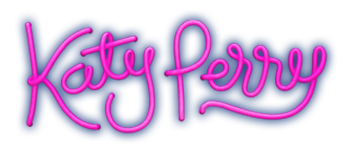
Katy Perry

Katheryn Elizabeth Hudson (Santa Bàrbara, 25 d'octubre de 1984), més coneguda pel seu nom artístic Katy Perry, és una cantant i compositora de música estatunidenca. Va ser criada com a filla de dos pastors cristians, va créixer escoltant música evangèlica, i quan era petita cantava a l'església. Després d'obtenir el certificat com a estudiant, durant el primer any de secundària, va abandonar els estudis i va començar a seguir una carrera musical.

## Carrera musical
L'any 2001 va publicar el seu primer àlbum d'estudi, que el va titular amb el seu nom de naixement, Katy Hudson, i contenia música d'estil cristiana. El llançament comercial es va realitzar després del tancament, aquell mateix any de la discogràfica Red Hill Records. Després l'any 2004, va firmar amb la discogràfica Island Def Jam Records, Perry va tenir una trobada amb Glen Ballard i junts van escriure un nou àlbum com a solista, titulat (A) Katy Perry, però va ser cancel·lat. L'any següent, va firmar un contracte amb la discogràfica Columbia Records i va començar a gravar l'àlbum The Matrix, amb l'equip de producció musical amb el mateix nom, els quals ja havien treballat amb estrelles del pop com Britney Spears, Avril Lavigne i Korn. Però, després d'arribar a llançar el vídeo musical per a la cançó «Broken», l'àlbum tampoc va ser publicat. Però, més tard amb la discogràfica Let's Hear It Records, finalment va ser publicat l'any 2009.
Però, l'èxit de la seva carrera musical va començar l'any 2007, quan va firmar un contracte amb la companyia discogràfica Capitol Records. Va començar a gravar i a escriure el seu àlbum abans de llençar el seu primer EP, «Ur so Gay», on la cantant és burla de l'estil emocional del seu ex. Aquest va tindre una gran repercussió a internet. Més tard, ella ja va saltar directament a la fama amb el seu senzill «I Kissed a Girl», el qual va llençar l'any 2008. Va atènyer el primer lloc en les llistes musicals de diferents països. En aquell mateix any, Katy, va llençar al mercat el seu l'àlbum One of the Boys. La IFPI va informar que el disc s'havia posicionat com el tretze disc més venut del 2008. L'àlbum va convertir Perry en un gran icona de la música pop, amb els seus dos grans senzills, «I kissed a Girl» i «Hot N Cold», les dues cançons van obtenir certificacions de triple platí per la RIAA, totalitzant les vendes en més de tres milions de dòlars en exemplars físics.
Durant els anys 2009 i 2010, Perry va treballar en el seu segon àlbum d'estudi, amb el títol de Teenage Dream, va ser llançat al mercat el 30 d'agost de 2010. L'àlbum ha tingut un gran èxit, ja que va obtenir la primera posició a la Billboard 200 i a diferents països més. L'àlbum conté grans èxits com, California Gurls, Teenage Dream, Firework, E.T. i Last Friday Night (T.G.I.F.), que també van obtenir la primera posició a la Billboard Hot 100 i a diferents països més. Aquest fet va convertir-la en la primera dona de la història i la segona persona després de Michael Jackson, en tenir cinc senzills d'un mateix àlbum encapçalant la llista Billboard Hot 100. El album Teenage dream ha venut més de sis milions de còpies arreu del món segons Musicharts. Perry va ser considerada com l'artista 51 de la dècada 2000-2009 per la revista i web Billboard, i també, va ser catalogada com la dona més sexy del món l'any 2010 per la revista Maxim i l'any 2012 per la revista Men's Health. Els seus majors èxits són «I Kissed a Girl», «Hot N Cold», «Teenage Dream», «California Gurls», «Firework», «E.T.» i «Last Friday Night (T.G.I.F.)».
L'octubre del 2012 va treure el seu tercer àlbum d'estudi Prism amb el qual ha superat molts records. No ha venut tant com en el seu anterior disc, però els èxits que ha tingut en Prism han estat més rellevants que en l'anterior.

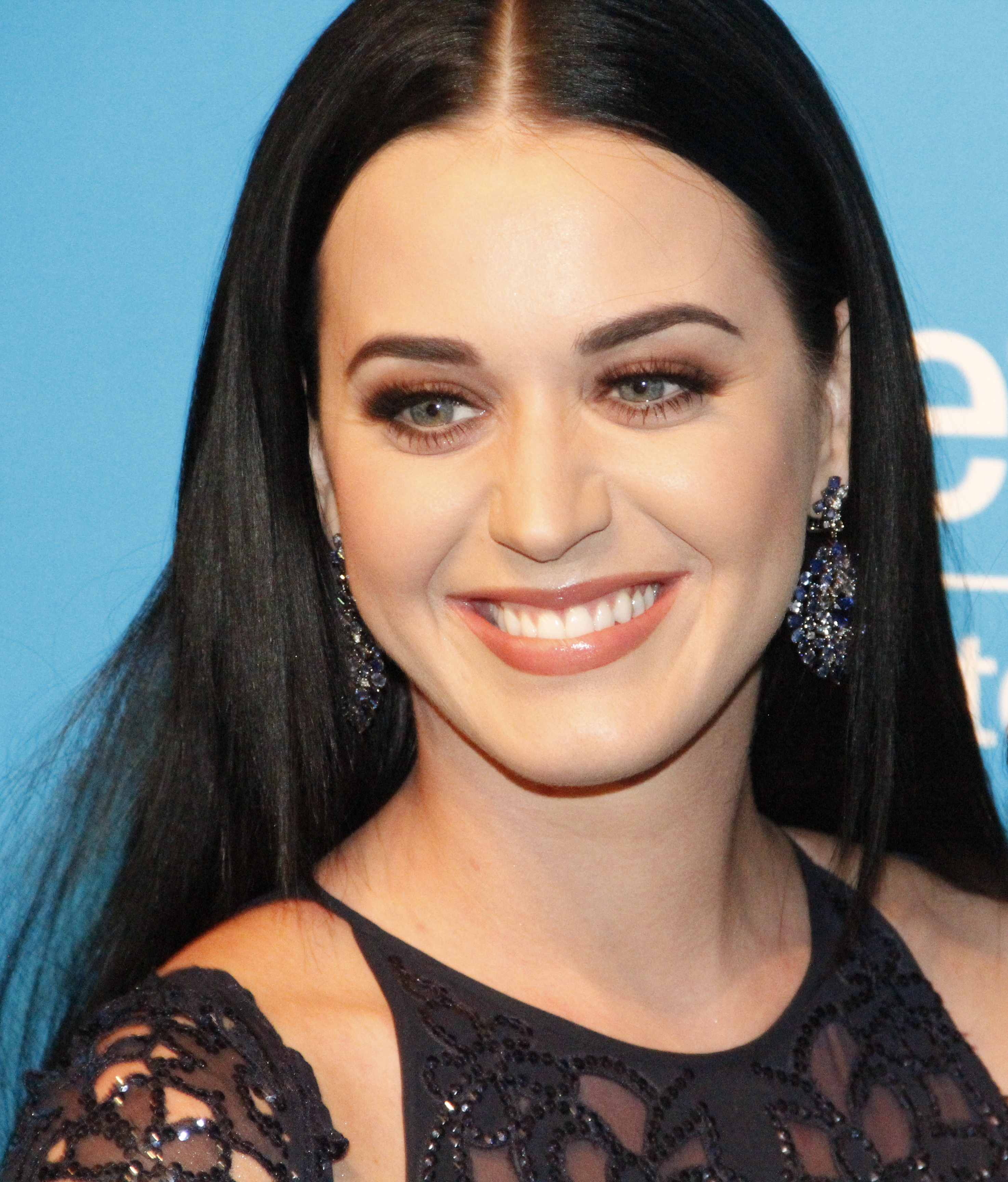
Katy Perry (2012)

El seu concert a la mitja part de la Super Bowl de 2015 va ser el que ha tingut més audiència en televisió de la història, amb 118,5 milions de persones. El seu tema Rise es va convertir en l'himne dels Jocs Olímpics d'Estiu de 2016.
El juny de 2017 Perry va publicar el seu quart àlbum d'estudi, Witness, el qual va arribar a la primera posició del Billboard 200 amb 180 000 exemplars venuts a la primera setmana tot hi tenir un èxit més moderat I va generar els senzills Chained to the rhythm, que va arribar a la quarta posició del Billboard Hot 100, Bón Appétit, que va arribar a la cinquanta-novena posició del Hot 100 I Swish Swish, que va arribar a la quaranta-sisena posició.
El 15 de novembre de 2018, Perry va publicar una cançó nadalenca anomenada Cozy Little Christmas, que va ser llançada exclusivament per Amazon Music. El gener de 2019, es va filtrar per internet una col·laboració entre el disc-jokey alemany Zedd i Perry anomenada 365. Al 28 de maig, Perry va anunciar un nou Senzill, Never Really Over, el qual va arribar a la quinzena posició del Hot 100 i va poder arribar als vint primers de diversos mercats. Al 9 d'agost, Perry va publicar Small Talk, amb Charlie Puth com a productor i va cantar-la a The Ellen deGaneres Show I Harleys In Hawaii al 16 d'octubre. L'1 de novembre va llançar Cozy Little Christmas oficialment a totes les plataformes de streaming i el 2 de desembre va publicar el videomusical, que durant la setmana de Nadal del 2019 va aconseguir 25 milions de reproduccions als Estats Units, convertint-se en la cançó de Perry més reproduïda als Estats Units en una setmana, 50 milions a tot el món durant la setmana de Nadal i 124 milions de reproduccions des que va ser oficialment publicada a totes les plataformes de streaming dels Estats Units.
Al 5 de març de 2020, Perry va publicar «Never Worn White» amb el seu vídeo musical a on anunciava el seu embaràs.
Al 15 de maig de 2020, Perry va anunciar el primer senzill del seu 5è àlbum d'estudi, «Daisies». Aquesta cançó va impactar 700.000 vendes en només 2 setmanes.
El dia 28 d'agost de 2020, va treure el seu anticipat àlbum Smile, un dia després d'haver tingut a la seva filla Daisy Dove, amb Orlando Bloom.
Durant el 2021, Katy Perry va llançar una nova cançó amb el conegut Dj. suec Alesso, amb la que va donar tret de sortida a un nou projecte. Des del 29 de desembre de 2021, Perry es troba realitzant la seva residència de concerts a Las Vegas, anomenat PLAY, amb el qual de moment ha realitzat 54 espectacles. L'artista ha anat afegint més concerts gràcies a demanda popular, i es preveu que aquesta gira acabarà el 15 d'abril de 2023. En diverses entrevistes ella ha mencionat que el show està inspirat en pel·lícules com Honey, I Shrunk the Kids, Pee Wee's Playhouse i Pee Wee's Big Adventure, així sent un dels espectacles més colorits i més divertits de la cantant. El concert dura cinc actes i un bis, i Katy interpreta una nina de joguet, que és comprada per un nen que la maltracta, i que finalment és trobada entre les deixalles per una nena que li dona un amor incondicional i pur, és a dir, és una representació animada de la seva filla Daisy. Mentres tota aquesta història va passant, la Katy canta cançons que ha fet durant tota la seva carrera musical. Amb quasi totes les entrades esgotades en els concerts duts a terme fins ara, el contracte de la residència amb la Katy Perry és de més de $168 milions de dòlars, segons el Santa Barbara Independent.

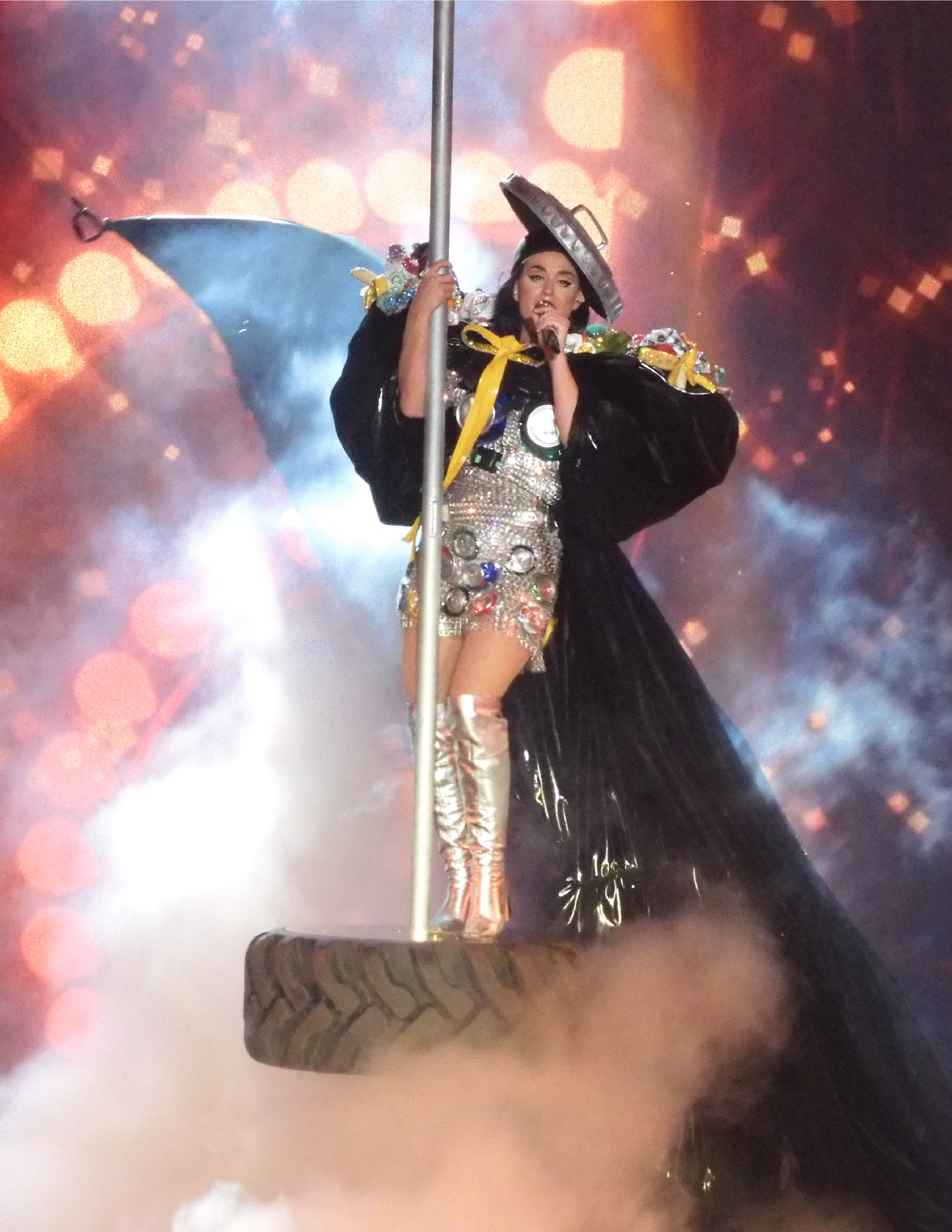
Perry actuant al seu show 'PLAY' durant el mes de gener de 2021.

El maig de 2022, ella es converteix en la nova cara i veu dels anuncis de la companyia de distribució de menjar a domicili Just Eat, així fent una versió de la cançó característica de l'empresa. El 8 de juny es declara el dia internacional de la Katy Perry a Las Vegas, sent el dia en què és guardonada amb la característica clau de la ciutat.
L'artista col·laborà amb la companyia tecnològica Apple apareixent en anuncis del seu software musical GarageBand, on els usuaris poden fer un remix de la seva cançó Harleys in Hawaii.

### 2024: Gravació de l'àlbum143als Països Catalans
Durant una aparició al programa Jimmy Kimmel Live! el febrer de 2024, Perry va anunciar que deixaria American Idol després de la conclusió de la vint-i-dosena temporada, explicant que volia «sortir i sentir aquell bateig al meu propi ritme» i publicar nova música després d’haver estat «al estudi durant un temps». La temporada va començar a emetre’s aquell mateix mes i va concloure al maig. El 11 de juliol de 2024, va llançar Woman's World, el primer senzill del seu setè àlbum. Dos altres senzills van precedir el llançament del disc: Lifetimes i I'm His, He's Mine, amb la col·laboració de Doechii.
El videoclip de Lifetimes es va gravar a les Illes Balears, on el govern de les illes va afirmar que la filmació s'havia dut a terme sense autorització i que podria haver causat danys ambientals a les dunes altament protegides de S'Espalmador.
D'altra banda, el videoclip de I'm His, He's Mine va fer-se principalment a la Universitat Autònoma de Barcelona, concretament a la residència d'estudiants Vila Universitària.

## Discografia
- Katy Hudson (com a Katy Hudson, 2001)
- One of the boys (2008)
- Teenage dream (2010)
- Prism (2013)
- Witness (2017)
- Smile (2020)

Senzills
- I kissed a Girl
- Hot'N Cold
- Waking Up in Vegas
- California Gurls
- Teenage Dream
- Firework
- E.T
- Last Friday Night (T.G.I.F.)
- The One That Got Away
- Part of Me
- Wide Awake
- Roar
- Birthay
- Rise
- Chained To The Rhythm
- Bón appétit
- Swish Swish
- Hey Hey Hey
- 365
- Con Calma
- Never Really Over
- Small Talk
- Harleys In Hawaii
- Cozy Little Christmas

Senzills promocionals
- Trust in Me
- Ur So Gay
- Peacock
- Not Like the Movies
- Circle the Drain
- Hummingbird Heartbeat
- Unconditionally
- Dark Horse
- This Is How We Do
- This Is How We Do (feat. Riff-Raff)
- Never Worn White

## Gires
- Hello Katy Tour (2009).
- California Dreams Tour (2011).
- The Prismatic World Tour (2014-2015)
- The Witness World Tour (2017-2018)

## Cinema
- Els barrufets (2011)
- Part Of Me (2012)
- The Smurfs 2 (2013)
- Katy Perry: The Prismatic World Tour (2015)
- Zoolander 2 (2016)

## Curiositats
- És una de les persones del món amb més seguidors a Twitter. El maig de 2015 va creuar la xifra de 70 milions i avui dia compta amb més de 109 milions.[15]
- És l'única artista en aconseguir el mateix rècord que Michael Jackson: tenir cinc cançons en el número 1 de la lista d'exits Billboard Hot 100 amb l'àlbum Teenage Dream, considerat com a biblia de la música Pop.